# Lista de picos dos Alpes por proeminência

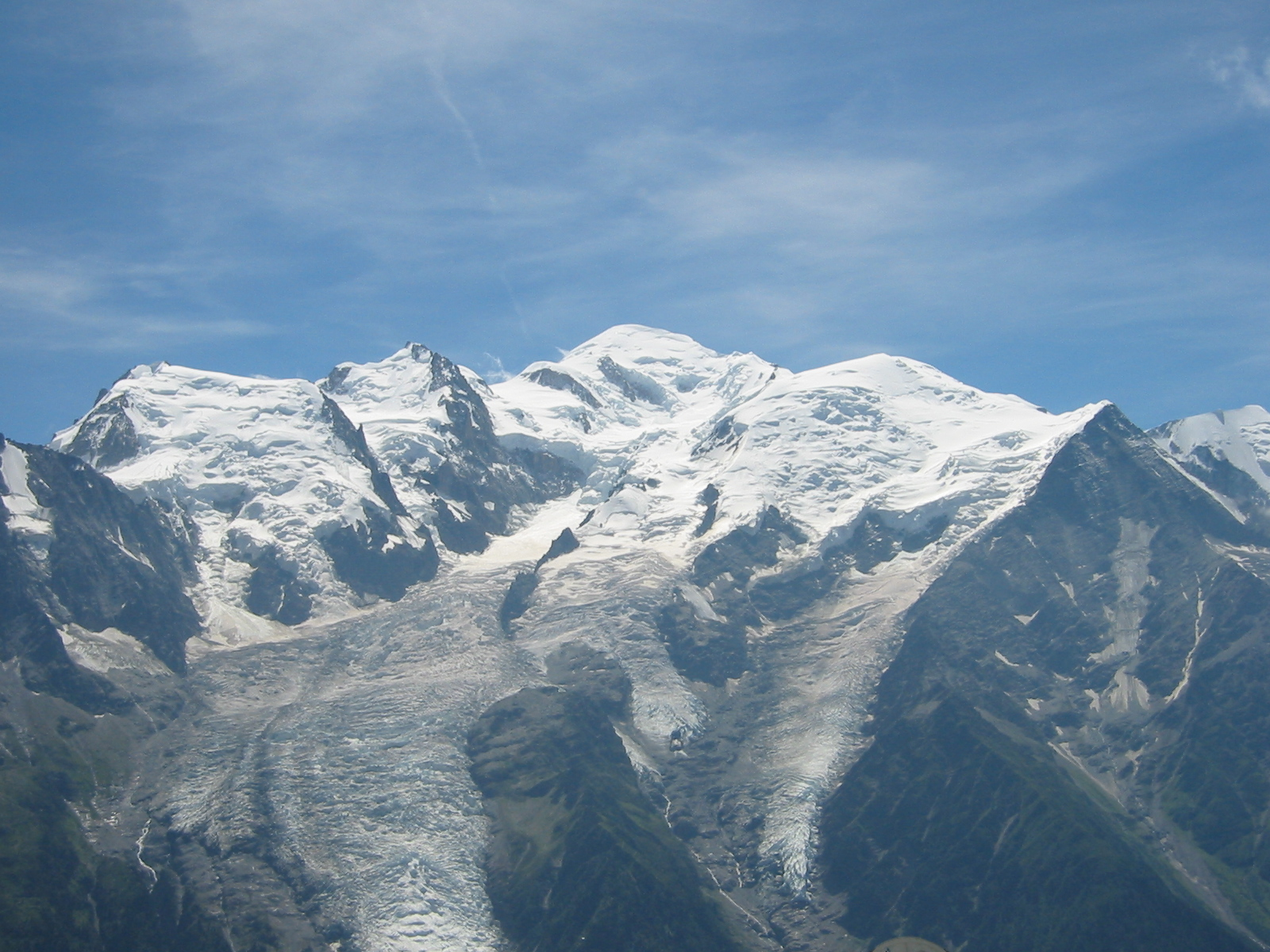
O Monte Branco é a montanha mais alta e mais proeminente dos Alpes

Esta é a lista de montanhas dos Alpes, ordenados por proeminência topográfica. Para uma lista por altitude, veja-se a lista de montanhas dos Alpes. Esta lista inclui todas as montanhas ultraproeminentes, ou seja, que têm mais de 1500 m de proeminência.
Quando a paternidade de circunscrição e a paternidade de proeminência  diferem, a paternidade de circunscrição está assinalada com um "1" e a paternidade de proeminência com um "²" (sendo o Monte Branco denotado por MB). A coluna "Colo" denota a maior altitude à qual se tem de descer do pico para chegar a outro mais alto; note-se que a altitude de um pico é a soma da sua proeminência com a altitude do colo. 
| N.º | Pico                       | Localização       | Altitude (m) | Proeminência (m) | Colo (m) | Cume-pai                |
| --- | -------------------------- | ----------------- | ------------ | ---------------- | -------- | ----------------------- |
| 1   | Monte Branco               | França/ Itália    | 4810         | 4697             | 113      | Everest                 |
| 2   | Großglockner               | Áustria           | 3798         | 2423             | 1375     | Monte Branco            |
| 3   | Finsteraarhorn             | Suíça             | 4274         | 2280             | 1994     | Monte Branco            |
| 4   | Wildspitze                 | Áustria           | 3768         | 2261             | 1507     | Finsteraarhorn1 / MB²   |
| 5   | Piz Bernina                | Suíça             | 4049         | 2234             | 1815     | Finsteraarhorn1 / MB²   |
| 6   | Hochkönig                  | Áustria           | 2941         | 2181             | 760      | Großglockner1 / MB²     |
| 7   | Pico Dufour no Monte Rosa  | Suíça             | 4634         | 2165             | 2469     | Monte Branco            |
| 8   | Hoher Dachstein            | Áustria           | 2995         | 2136             | 859      | Großglockner1 / MB²     |
| 9   | Marmolada                  | Itália            | 3343         | 2131             | 1212     | Großglockner1 / MB²     |
| 10  | Monte Viso                 | Itália            | 3841         | 2062             | 1779     | Monte Branco            |
| 11  | Triglav                    | Eslovênia         | 2864         | 2052             | 812      | Marmolada1 / MB²        |
| 12  | Barre des Écrins           | França            | 4102         | 2045             | 2057     | Monte Branco            |
| 13  | Säntis                     | Suíça             | 2503         | 2021             | 482      | Finsteraarhorn1 / MB²   |
| 14  | Ortler                     | Itália            | 3905         | 1953             | 1952     | Piz Bernina             |
| 15  | Monte Baldo/Cima Valdritta | Itália            | 2218         | 1950             | 268      | Ortler1 / MB²           |
| 16  | Gran Paradiso              | Itália            | 4061         | 1891             | 2170     | Monte Branco            |
| 17  | Pizzo di Coca              | Itália            | 3050         | 1878             | 1172     | Ortler1 / MB²           |
| 18  | Cima Dodici                | Itália            | 2336         | 1874             | 462      | Marmolada1 / MB²        |
| 19  | Dents du Midi              | Suíça             | 3257         | 1796             | 1461     | Monte Branco            |
| 20  | Chamechaude                | França            | 2082         | 1771             | 311      | Monte Branco            |
| 21  | Zugspitze                  | Alemanha/ Áustria | 2962         | 1746             | 1216     | Finsteraarhorn1 / MB²   |
| 22  | Monte Antelao              | Itália            | 3264         | 1735             | 1529     | Marmolada               |
| 23  | Arcalod                    | França            | 2217         | 1713             | 504      | Monte Branco            |
| 24  | Grintovec                  | Eslovênia         | 2558         | 1706             | 852      | Triglav                 |
| 25  | Großer Priel               | Áustria           | 2515         | 1700             | 810      | Hoher Dachstein1 / MB²  |
| 26  | Grigna Settentrionale      | Itália            | 2409         | 1686             | 723      | Pizzo di Coca1 / MB²    |
| 27  | Monte Bondone              | Itália            | 2180         | 1679             | 501      | Ortler1 / MB²           |
| 28  | Presanella                 | Itália            | 3558         | 1676             | 1882     | Ortler                  |
| 29  | Birnhorn                   | Áustria           | 2634         | 1665             | 969      | Großglockner1 / MB²     |
| 30  | Col Nudo                   | Itália            | 2471         | 1644             | 827      | Antelao1 / MB²          |
| 31  | Pointe Percée              | França            | 2750         | 1643             | 1107     | Monte Branco            |
| 32  | Jôf di Montasio            | Itália            | 2753         | 1597             | 1156     | Triglav                 |
| 33  | Mölltaler Polinik          | Áustria           | 2784         | 1579             | 1205     | Großglockner1 / MB²     |
| 34  | Tödi                       | Suíça             | 3614         | 1570             | 2044     | Finsteraarhorn          |
| 35  | Birkkarspitze              | Áustria           | 2749         | 1569             | 1180     | Zugspitze1 / MB²        |
| 36  | Ellmauer Halt              | Áustria           | 2344         | 1551             | 793      | Großglockner1 / MB²     |
| 37  | Grande Tête de l'Obiou     | França            | 2790         | 1542             | 1248     | Barre des Écrins1 / MB² |
| 38  | Cima Tosa                  | Itália            | 3173         | 1521             | 1652     | Presanella1 / MB²       |
| 39  | Hochtor                    | Áustria           | 2369         | 1520             | 849      | Großglockner1 / MB²     |
| 40  | Grimming                   | Áustria           | 2351         | 1518             | 833      | Großer Priel            |
| 41  | Grand Combin               | Suíça             | 4314         | 1517             | 2797     | Monte Rosa              |
| 42  | La Tournette               | França            | 2351         | 1514             | 837      | Pointe Percée1 / MB²    |
| 43  | Zirbitzkogel               | Áustria           | 2396         | 1502             | 894      | Großglockner1 / MB²     |
| 44  | Piz Kesch                  | Suíça             | 3418         | 1502             | 1916     | Finsteraarhorn1 / MB²   |